# غينادي آيغي
غينادي نيكولاييفيتش آيغي (بالروسية: Генна́дий Никола́евич Айги́، وبالتشوفاشية: Геннадий Николаевич Айхи، اسم العائلة الحقيقي ليسين (Лисин) شاعر ومترجم تشوفاشي وروسي، من رواد الطليعية في الاتحاد السوفيتي.

## سيرته
ولد غينادي آيغي في قرية شايمورزينو في 21 أغسطس 1934 في أسرة معلم مدرسة. قتل أبوه أثناء الحرب العالمية الثانية. كتب الشعر بالتشوفاشية منذ عمر مبكر. في سنة 1953 تخرج من معهد معلمين وانتسب إلى معهد مكسيم غوركي الأدبي. تعرف في تلك الفترة على بوريس باسترناك الذي أقنعه بكتابة الشعر باللغة الروسية بالإضافة إلى التشوفاشية. في سنة 1958 تم فصله من المعهد بتهمة كتابته لمجموعة شعرية معادية تقوّض منهجية الواقعية الاشتراكية.
عدا تأليف الشعر باللغتين التشوفاشية والروسية، عمل غينادي آيغي كثيراً على ترجمة أعمال شعراء أجانب إلى لغته الأم، وأصدر عدداً من أنتولوجيات فريدة مثل «شعراء فرنسا» و«شعراء المجر» و«شعراء بولندا»، كما كان له دور عظيم في التعريف بالشعر التشوفاشي عالمياً. نشر شعره في دول عديدة من العالم وترجم إلى لغات كثيرة، لكنه لم يظهر في بلده إلا أثناء البيريسترويكا.

## الجوائز
من الجوائز التي حصل عليها:
- جائزة الأكاديمية الفرنسية[2] على تأليف أنتولوجيا الشعر الفرنسي المترجم إلى التشوفاشية في سنة 1972؛
- جائزة الإكليل الذهبي في سنة 1993؛
- وسام الفنون والآداب في سنة 1998

## روابط خارجية
- غينادي آيغي على موقع ميوزك برينز (الإنجليزية)